# Тихонов, Николай Филиппович
Николай Филиппович Тихонов (1925—1962) — советский  передовик производства, механизатор Назаровской МТС Красноярского края. Участник Великой Отечественной и Советско-японской войн. Герой Социалистического Труда (1949).

## Биография
Родился в 1925 году в селе Алтат Назаровского района Красноярского края в крестьянской семье, с 1937 года семья Н. Ф. Тихонова проживала в деревне Коминтерн Назаровского района. 
С 1942 по 1943 годы в период Великой Отечественной войны  Н. Ф. Тихонов работал в колхозе «Красное знамя» деревни Коминтерн Назаровского района. С 1943 года призван в ряды РККА, участник Великой Отечественной  войны, воевал на 3-м Прибалтийском фронте в составе 613-го Лужского отдельного зенитного артиллерийского дивизиона, 87-го стрелкового корпуса — красноармеец, телефонист, в 1944 году получил лёгкое ранение в бою за город Валгу. С 1945 года был участником Советско-японской войны. За участие в войнах был награждён, в том числе медалями «За боевые заслуги», «За победу над Германией в Великой Отечественной войне 1941—1945 гг.» и «За победу над Японией». 
С 1946 года после демобилизации из рядов Советской армии Н. Ф. Тихонов приехал в деревню Коминтерн и устроился на прежнее место работы — механизатором в Назаровскую машинно-тракторную станцию колхоза «Красное знамя», работал трактористом на тракторе ДТ-54. В 1948 году по итогам работы на сельскохозяйственных полях, обслуживаемых механизатором Н. Ф. Тихоновым, колхоз «Красное знамя» получил урожай пшеницы в двадцать два центнера с гектара на площади двести пятьдесят пять гектаров. 
1 июня 1949 года Указом Президиума Верховного Совета СССР «за получение высоких урожаев пшеницы в 1948 году»  Николай Филиппович Тихонов был удостоен звания Героя Социалистического Труда с вручением Ордена Ленина и золотой медали «Серп и Молот».
После выхода на заслуженный отдых проживал в деревне Коминтерн Красноярского края. Умер в 1962 году. 

## Награды
- Медаль «Серп и Молот» (1.06.1949)
- Орден Ленина (1.06.1949)
- Медаль «За боевые заслуги» (6.11.1947)
- Медаль «За победу над Германией в Великой Отечественной войне 1941—1945 гг.» (09.05.1945)
- Медаль «За победу над Японией» (30.09.1945)